# Maison au fond d'un parc
Maison au fond d'un parc est un tableau réalisé par le peintre français Émile Bernard en 1888. Probablement exécutée à Saint-Briac-sur-Mer, lors du second séjour de l'artiste en Bretagne, cette huile sur toile est un paysage qui représente une maison apparaissant au bout d'une pelouse entre deux grands arbres au feuillage roux. Depuis un don fait en 1947 par Lucien Vollard, le frère du marchand d'art Ambroise Vollard, elle est conservée au musée Léon-Dierx, à Saint-Denis de La Réunion.